# دينيس جريملماير
دينيس جريملماير (بالألمانية: Denis Gremelmayr)‏ (ولد في 16 اغسطس 1981، في هايدلبيرغ، ألمانيا الغربية). هو لاعب كرة مضرب محترف.